# Ligne Madrid - Barcelone
Ne doit pas être confondu avec LGV Madrid-Barcelone-Figueras.
La ligne Madrid-Barcelone (ligne 200 dans la classification de l'Adif) est une ligne ferroviaire espagnole qui relie Madrid-Chamartín à Barcelone-França. Elle est entièrement électrifiée, à double voie entre Madrid et Calatayud, Ricla et Saragosse-Delicias et entre Reus et Barcelone, et à voie unique entre Calatayud et Ricla et entre Saragosse et Reus. Elle est exploitée par Renfe Operadora.

## Histoire

### Ligne Madrid - Saragosse (MZA)

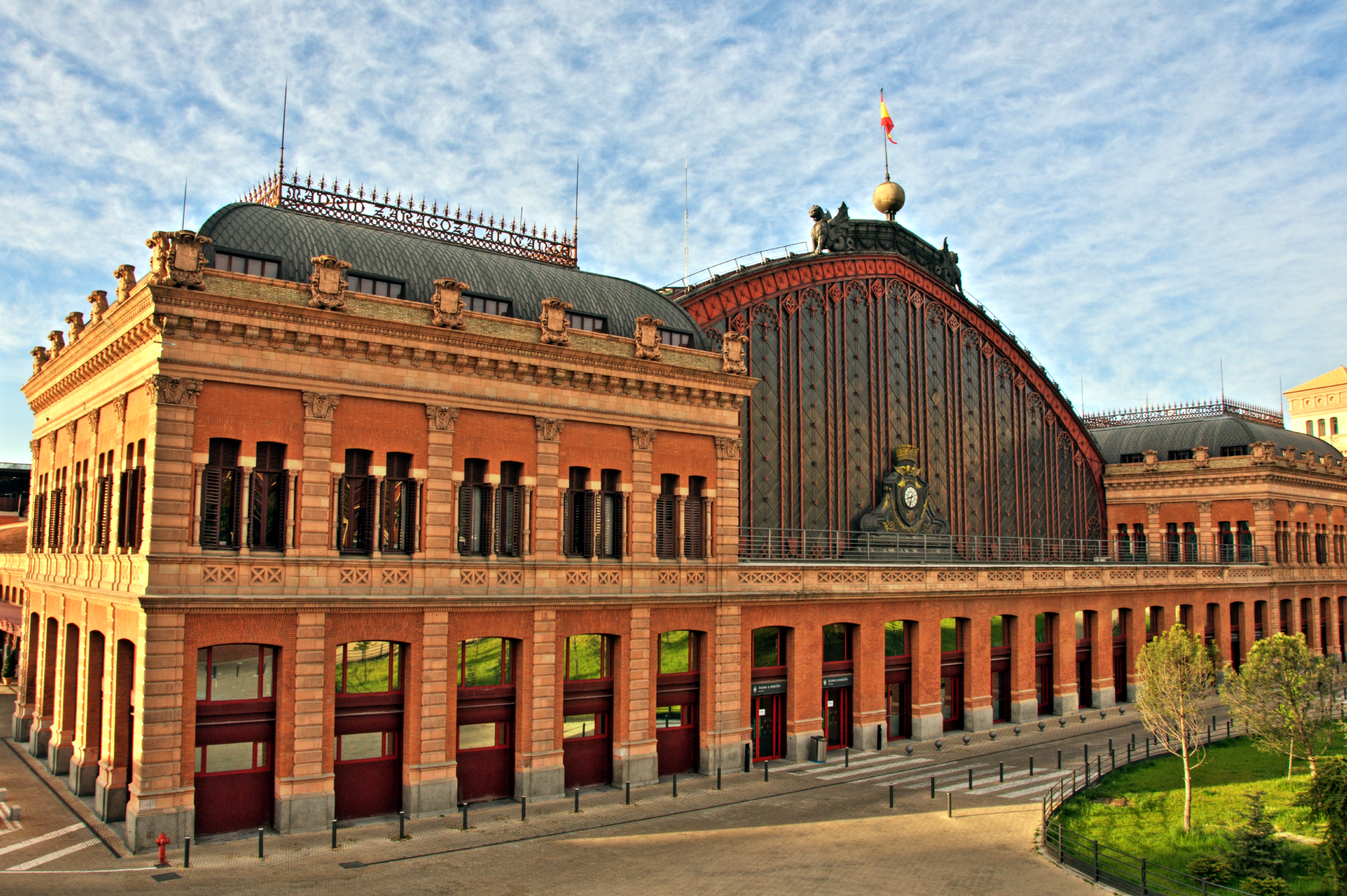
La Gare de Madrid-Atocha a servi de tête de ligne à la compagnie MZA pour rejoindre Saragosse.

C'est en 1845 qu'apparaît la volonté de relier Madrid avec les différentes capitales de province, dont Saragosse. La ligne a été déclarée d'utilité publique et prioritaire en 1851, grâce au fait qu'elle soit une artère de première importance dans le réseau espagnol et qu'elle permettra à terme de franchir les Pyrénées, et donc d'être au cœur d'un réseau international. Quatre ans plus tard, la loi ferroviaire de 1855 permet de mieux attribuer des concessions à des exploitants ferroviaires privés. La ligne est finalement concédée le 24 février 1856.
Finalement, la ligne Madrid - Saragosse a été concédée au Chemin de Fer du Grand Central, propriété du duc de Morny. Après un accord avec la famille Rothschild et José de Salamanque, promoteur de la ligne Madrid - Alicante, les compagnies fusionnent pour devenir la Compañía de los Ferrocarriles de Madrid a Zaragoza y Alicante (MZA) (Compagnie des chemins de fer de Madrid à Saragosse et Alicante en français) Cette fusion a permis de faciliter l'accès de cette compagnie à Madrid, puisque tous les trains ont pu être reçus dans une seule gare, en l’occurrence celle de Madrid-Atocha. La compagnie de Saragosse prévoyait à la base d'accéder à Madrid par une gare à la porte de Recoletos, mais l'accès à la gare d'Atocha ne posant pas de problème, le projet de la gare de Recoletos a été abandonnée.
En 1859, la ligne atteint Guadalajara, ce qui permet au MZA de mettre en place un service de navette entre cette gare et Saragosse. En 1861, la MZA conclut un accord avec la Compañía del Ferrocarril de Zaragoza a Pamplona (Compagnie des chemins de fer de Saragosse à Pampelune en français) pour organiser une liaison de 54 heures entre Madrid et Paris via Tuleda, Pampelune et Bayonne, pour concurrencer la Compañía de los Caminos de Hierro del Norte de España.

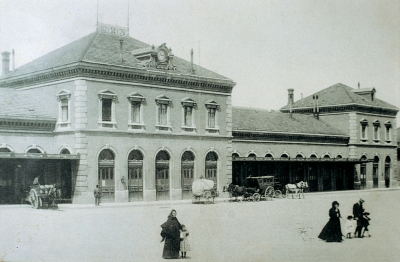
La gare de Campo Sepulcro (aujourd'hui El Portillo) à Saragosse, inaugurée en 1865 avec la ligne Madrid - Saragosse

Début 1863, la ligne atteint Alhama de Aragón, puis la gare du Campo Sepulcro à Saragosse le 16 mai 1865. À l'époque, la seule autre gare à Saragosse était la gare du nord, qui allait à Barcelone via Lérida, exploité par la Compañía de los Caminos de Hierro del Norte de España (Compagnie des Chemins de fer du Nord de l'Espagne en français), mais les lignes n'ont pas été tout de suite raccordées entre elles.

### Ligne Barcelone - Saragosse (TBF)

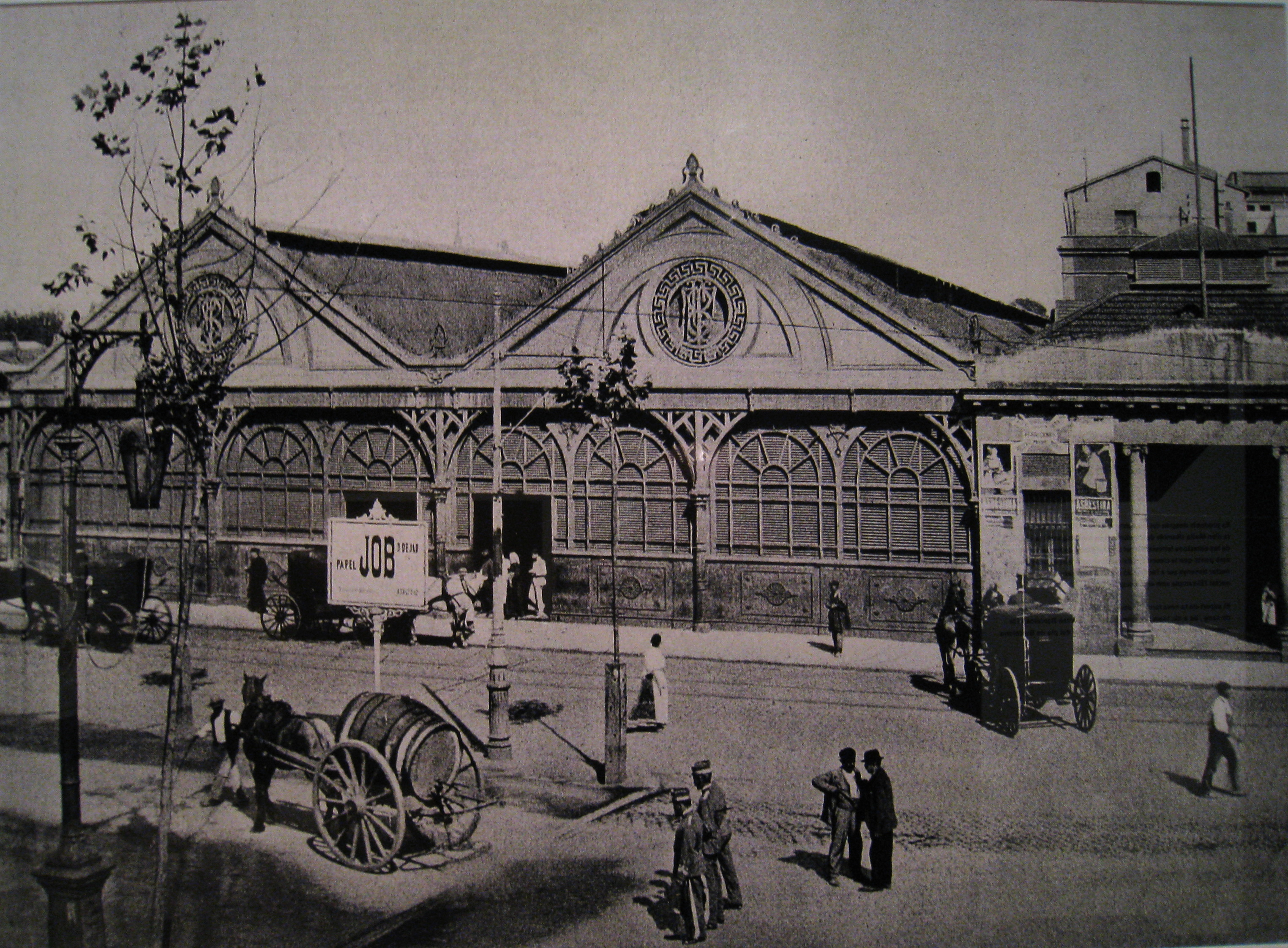
La gare de France à Barcelone, tête de ligne pour la liaison TBF avec Saragosse puis Madrid

La Compañía de los ferrocarriles de Tarragona a Barcelona y Francia (TBF), qui a obtenu la concession de la ligne entre Barcelone et Cerbère, a commencé dans les années 1880 la construction d'une ligne ferroviaire pour relier Tarragone et Saragosse via Caspe, pour créer une alternative à la ligne via Lérida exploitée par la Compañía de los Caminos de Hierro del Norte de España.
Lorsque TBF et MZA ont atteint Saragosse, les deux compagnies ont envisagé de fusionner pour faciliter les liaisons entre Barcelone et Madrid, les deux plus grandes villes espagnoles. Le 2 juin 1891, la TBF et la MZA ont décidé leur fusion future. La nouvelle compagnie a ensuite construit de nouvelles branches, comme la ligne Valls - Vilanova i la Geltrú - Barcelone (VVB) autour du nœud ferroviaire de Barcelone, ou encore les 254 km de la ligne Valladolid - Ariza. La ligne directe via Caspe a finalement été inaugurée par la TBF le 15 juillet 1894.
Le 1er janvier 1898, l'intégration de la TBF à la MZA a été officialisée, bien que la TBF garde une certaine autonomie sur son organisation jusqu'en 1925.

### La nouvelle compagnie MZA
À la suite de la fusion des deux compagnies, le réseau a été progressivement modernisé D'un côté, le doublement de la ligne entre Barcelone et Molins de Rei a été réalisé par la TBF. De l'autre, des gares de marchandises ont été réalisées et modernisées pour que le fret soit moins dépendant du trafic voyageurs. La plus grande d'entre elles est la gare de Barcelone-Morrot, inaugurée en 1917 juste à côté du port de Barcelone et à la pointe de la modernité à l'époque.
Malgré tout, la situation économique difficile du pays empêche de nombreux travaux, comme la modernisation des trains. La MZA arrive à se maintenir tant bien que mal jusqu'au début de la dictature de Primo de Riveira, qui met en place l'Estatut Ferroviario (Statut Ferroviaire en français). Ce dernier établit les subventions aux différentes compagnies ferroviaires pour améliorer le réseau et le matériel roulant, qui étaient assez vieux et obsolètes. La MZA utilise ces aides pour réaliser la gare de France à Barcelone, finie en 1929. Grâce aux aides, la MZA obtient les meilleurs résultats économiques de son histoire, jusqu'à la crise économique de 1929.
La nationalisation du réseau ferroviaire est souvent discutée pendant la Seconde République Espagnole, mais l'instabilité politique et la crise financière compliquent les négociations, ce qui fait que la MZA reste dans une situation économique difficile.

### Renfe et Adif

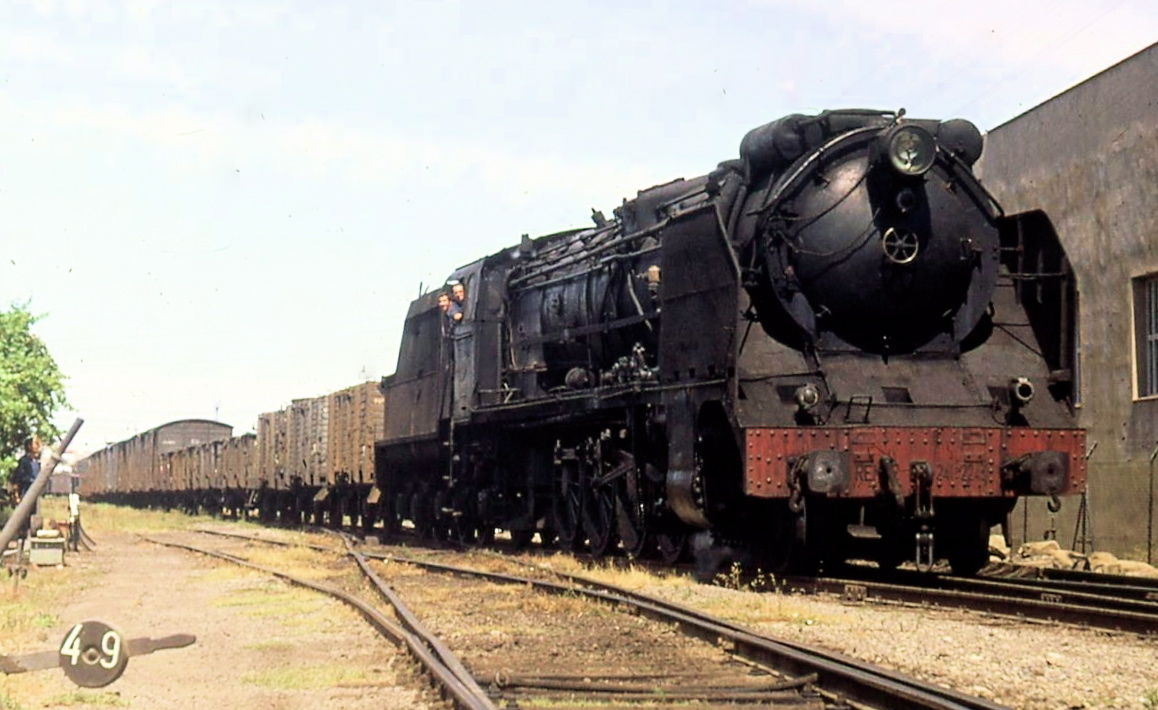
Ancienne locomotive de la série 241 de Renfe, qui a circulé jusque dans les années 1970 sur la ligne Madrid - Barcelone

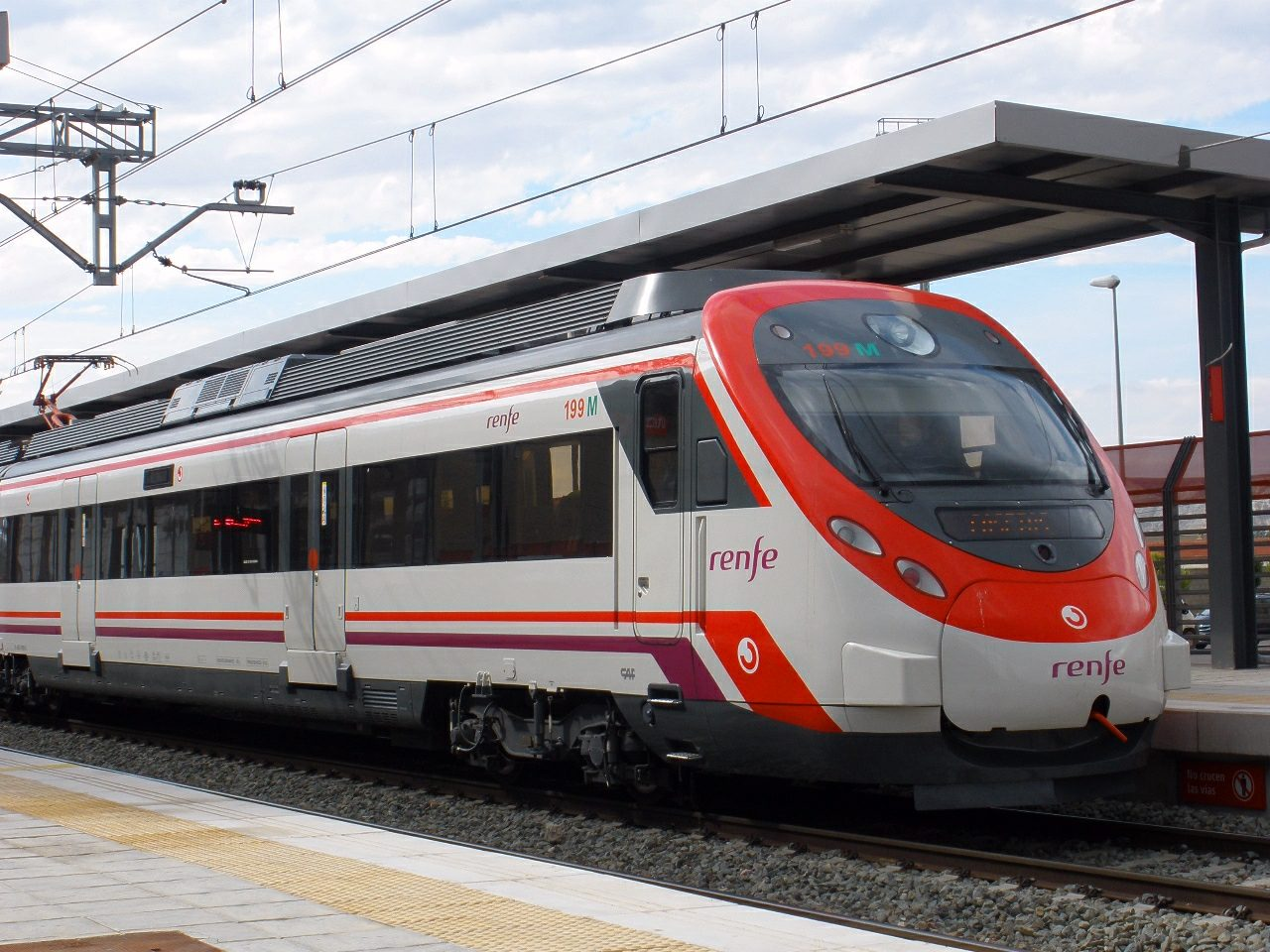
Train Civia à la gare d'Utebo pour le réseau Cercanías Zaragoza.

La guerre civile espagnole divise la ligne en deux parties, avec ses installations et son matériel roulant de la MZA. Dans la zone républicaine, la ligne a été intégrée au Red Nacional de Ferrocarriles (Réseau National des chemins de Fer en français) (à ne pas confondre avec la future Red Nacional de los Ferrocarriles Españoles ou Renfe). Dans la zone franquiste, la MZA continue d'exploiter la ligne.
Après la fin de la guerre civile, le réseau ferroviaire de tout le pays était dans un état lamentable. La MZA essaya de revenir à la situation d'avant guerre, mais à cause de sa situation économique désastreuse, a été nationalisée par l'État franquiste. C'est ainsi que toutes les compagnies ferroviaires du pays ont été nationalisées en 1941 avec la création de Renfe, à laquelle la MZA a été incorporée le 1er juillet 1941.
Avec la création de Renfe, a commencé une période de rénovation et de modernisation du réseau ferroviaire, avec l'approbation du Plan Général d'Électrification de Renfe en 1944 et le Plan Général de Reconstruction et des Réformes Urgentes pour la rénovation du réseau et l'acquisition de nouveau matériel roulant en 1949, grâce auquel les locomotives à vapeur ont été progressivement remplacées par des locomotives diesel et électriques. La ligne Madrid - Barcelone a été en grande partie mise à double voie, et électrifiée de Barcelone à Tarragone en 1956, de Madrid à Guadalajara en 1975, de Guadalajara à Torralba en 1979, puis sur tout le reste de la ligne au milieu des années 1980.
En 1979, un nouveau Plan Général des Chemins de Fer a été approuvé, avec le projet du gouvernement de Felipe González pour moderniser le réseau ferroviaire. De nombreuses installations ferroviaires ont été rénovées pendant cette période, notamment dans les gares de Madrid-Atocha, Madrid-Chamartín, Barcelone-Sants et Barcelone-França.
Le Plan de Transport Ferroviaire de 1987 prévoit un triangle Madrid - Barcelone - Valence à double voie et à 200 km/h, mais il ne fut jamais réalisé. Les seuls projets concrétisés ont été la création des réseaux Cercanías Madrid et Cercanías Barcelone, inaugurés en 1989 lors de l'unification des réseaux suburbains d'Espagne. Cercanías Zaragoza s'y est joint en 2008.
À partir de l'inauguration de la LGV Madrid - Saragosse - Barcelone - Perpignan en 2003, les grandes lignes ont été transférées sur la ligne à grande vitesse, sous l'appellation AVE. Désormais, la ligne classique n'accueille plus que les Cercanías, les trains Media Distancia (Moyenne Distance en français), ainsi que le transport de marchandises.

## Lignes
Dans les tableaux de cette section, seules les gares sur la ligne Madrid - Barcelone sont indiquées dans la colonne Desserte.

### Lignes suburbaines (Cercanías et Rodalies)
| Service   | Ligne | Terminus 1       | Terminus 2              | Desserte | Matériel roulant                        | Temps de trajet |
| --------- | ----- | ---------------- | ----------------------- | --- | --------------------------------------- | --------------- |
| Madrid    |       | Madrid-Chamartín | Guadalajara             | Nuevos Ministerios · Recoletos · Madrid-Atocha · Asamblea de Madrid-Entrevías · El Pozo · Vallecas · Santa Eugenia · Vicálvaro · Coslada · San Fernando · Torrejón de Ardoz · La Garena · Alcalá de Henares · Alcalá Universidad · Meco · Azuqueca | Série 446 Série 447 Série 450           | 1h09            |
| Madrid    |       | Madrid-Chamartín | Alcalá de Henares       | Nuevos Ministerios · Recoletos · Madrid-Atocha · Asamblea de Madrid-Entrevías · El Pozo · Vallecas · Santa Eugenia · Vicálvaro · Coslada · San Fernando · Torrejón de Ardoz · La Garena                                                            | Série 446 Série 447 Série 450 Série 465 | 49 minutes      |
| Zaragoza  |       | Casetas          | Miraflores              | Utebo · Zaragoza-Delicias · Zaragoza-Portillo · Zaragoza-Goya · Miraflores | Série 463                               | 8 minutes       |
| Barcelone |       | Granollers       | Castelldefels           | Passeig de Gràcia · Barcelone-Sants · Bellvitge · El Prat de Llobregat · Viladecans · Gavà | Série 450                               | 59 minutes      |
| Barcelone |       | Maçanet-Massanes | Aeroport                | Passeig de Gràcia · Barcelone-Sants · Bellvitge · El Prat de Llobregat | Série 450                               | 1h35            |
| Barcelone |       | Barcelone-França | Sant Vincenç de Calders | Passeig de Gràcia · Barcelone-Sants · Bellvitge · El Prat de Llobregat · Viladecans · Gavà · Castelldefels · Playa de Castelldefels · Garraf · Sitges · Vilanova i la Geltrú · Cubellas · Cunit · Segur de Calafell · Calafell                     | Série 450                               | 1h12            |

### Lignes régionales
| Service         | Ligne | Terminus 1         | Terminus 2              | Desserte | Matériel roulant | Temps de trajet |
| --------------- | ----- | ------------------ | ----------------------- | --- | ---------------- | --------------- |
| Regional        | R3    | Madrid-Chamartín   | Sugüenza                | Alcalá de Henares · Guadalajara · Yunquera de Henares · Humanes · Espinosa de Henares · Carrascosa de Henares · Jadraque · Matillas · Baides | Série 470        | 1h39            |
| Regional Exprés | R3    | Madrid-Chamartín   | Saragosse-Delicias      | Guadalajara · Jadraque · Sigüenza · Arcos de Jalón · Ariza · Calatayud | Série 440        | 3h30            |
| Regional Exprés | R3    | Madrid-Chamartín   | Arcos de Jalón          | Alcalá de Henares · Guadalajara · Yunquera de Henares · Humanes · Espinosa de Henares · Carrascosa de Henares · Jadraque · Matillas · Baides · Sigüenza · Torralba · Medinaceli | Série 440        | 2h10            |
| Regional        | R3    | Arcos de Jalón     | Saragosse-Delicias      | Santa María de Huerta · Monreal de Ariza · Ariza · Cetina · Alhama de Aragón · Ateca · Terrer · Calatayud · Embid de Jalón · Paracuellos-Sabiñán · Sabiñán · Morés · Purroy · Morata de Jalón · Ricla-La Almunia · Calatorao · Salillas de Jalón · Épila · Rueda de Jalón-Lumpiaque · Plasencia de Jalón · Grisen                                                                       | Série 470        | 2h07            |
| TRD             | R4    | Madrid-Chamartín   | Soria                   | Alcalá de Henares · Guadalajara · Jadraque · Sigüenza · Torralba | Série 594        | 1h32            |
| Regional        | 34    | Saragosse-Delicias | Móra la Nova            | Zaragoza-Portillo · Miraflores · El Burgo de Ebro · Fuentes de Ebro · Pina de Ebro · Quinto · La Zaida-Sástago · Azaila · La Puebla de Híjar · Samper · Escatrón · Chiprana · Caspe · Val de Pilas · Fabara · Nonaspe · Faió - la Pobla de Massaluca · Riba-roja d'Ebre · Flix · Ascó                                                                                                   | Série 440        | 2h54            |
| Regional Exprés | 34    | Saragosse-Delicias | Barcelone-França        | Zaragoza-Portillo · Miraflores · Quinto · La Zaida-Sástago · La Puebla de Híjar · Samper · Caspe · Val de Pilas · Fabara · Nonaspe · Faió - la Pobla de Massaluca · Riba-roja d'Ebre · Flix · Ascó · Móra la Nova · Marsá-Falset · Borjas del Campo · Reus · Vilaseca · Tarragone · Torredembarra · Sant Vicenç de Calders · Vilanova i la Geltrú · Barcelone-Sants · Passeig de Gràcia | Série 440        | 5h04            |
| Regional Exprés |       | Lérida Pyrénées    | Barcelone-França        | Sant Vicenç de Calders · Vilanova i la Geltrú · Barcelone-Sants · Passeig de Gràcia | Série 440        | 48 minutes      |
| Regional        |       | Lérida Pyrénées    | Barcelone-França        | Tarragone · Altafulla-Tamarit · Torredembarra · Sant Vicenç de Calders · Vilanova i la Geltrú · Barcelone-Sants · Passeig de Gràcia | Série 440        | 1h18            |
| Regional Exprés |       | Caspe              | Barcelone-França        | Val de Pilas · Fabara · Nonaspe · Faió - la Pobla de Massaluca · Riba-roja d'Ebre · Flix · Ascó · Móra la Nova · Marçà-Falset · Les Borges del Camp · Reus · Vila-seca · Tarragone · Altafulla-Tamarit · Torredembarra · Sant Vicenç de Calders · Vilanova i la Geltrú · Barcelone-Sants · Passeig de Gràcia                                                                            | Série 440        | 3h20            |
| Regional        |       | Tarragone          | Barcelone-França        | Altafulla-Tamarit · Torredembarra · Sant Vicenç de Calders · Calafell · Segur de Calafell · Cunit · Cubelles · Vilanova i la Geltrú · Sitges · Castelldefels · Gavà · Barcelone-Sants · Passeig de Gràcia | Série 440        | 1h46            |
| Regional Exprés |       | Barcelone-França   | Vinaròs · València-Nord | Passeig de Gràcia · Barcelone-Sants · Vilanova i la Geltrú · Sant Vicenç de Calders · Torredembarra · Altafulla-Tamarit · Tarragone | Série 440        | 1h18            |